# Skandal im Sportpalast
Skandal im Sportpalast ist eine US-amerikanische Filmkomödie des Regisseurs Reginald Le Borg aus dem Jahr 1946. Das Drehbuch des Films basiert auf dem Comicstrip Joe Palooka von Ham Fisher und einer Erzählung von Hal E. Chester. Der Film ist der Auftakt einer elfteiligen Filmreihe um den fiktiven Boxer, der in allen Teilen von Joe Kirkwood jr. verkörpert wurde.

## Handlung
Ein Reporter interviewt den Boxmanager Knobby Walsh und fragt ihn, wie es dazu komme, dass er nicht mehr mit seinem Schützling Joe Palooka zusammenarbeite. Walsh erinnert sich an die Zeit, bevor er Joe kennenlernte. Er managte den Schwergewichtler Al Costa, der die Weltmeisterschaft gewinnen konnte. Kurz danach wurde Costa vom zwielichtigen Florini unter Vertrag genommen. Walsh hatte keinen Vertrag mit Costa aufgesetzt. Walsh ist klar, dass er gegen Florini keine Chance hat, also macht er sich auf die Suche nach einem neuen Boxer. Als ihm der Bankrott droht, inszeniert er vorgetäuschte Kämpfe.
Walsh zieht mit seiner Truppe durchs Land. Eines Tages hält er an einer Tankstelle in Pennsylvania und lernt Joe, den Sohn des Tankstellenbesitzers Pop Palooka, kennen. Walsh und seine Truppe bleiben über Nacht bei den Palookas, ebenso wie Anne Howe, deren Auto defekt ist. Joe geht später am Abend mit Ann aus. Auf dem Nachbargelände der Tankstelle ist eine Wiese, die Walsh für seine Kämpfe anmietet. Bei einem der Showkämpfe lässt sich Joe zur Teilnahme überreden. Als Joe seine vier Gegner k. o. schlägt, ist Walsh klar, dass er seinen neuen Klienten gefunden hat. Joe hält nicht viel von der Idee Profiboxer zu werden und sagt nur unter der Auflage zu, dass es keinen schriftlichen Vertrag zwischen ihm und Walsh geben würde.
Die ersten sechs Kämpfe gewinnt Joe mit Leichtigkeit. Er wird jedoch abgelenkt, als er bemerkt, dass Ann von dem überheblichen Ronnie Brewster umworben wird. Joe schlägt Ronnie nieder, nachdem er von ihm beleidigt wurde und will nach Hause. Doch er beschließt schon bald darauf, wieder weiterzumachen. Zwei von Florinis Männer, Lefty und Curly, suchen Joe auf und bieten ihm Geld an, wenn er den anstehenden Kampf gegen Costa absichtlich verliere. Der empörte Joe schlägt die beiden Männer nieder. Er erzählt Walsh von der Begebenheit, der ihn daraufhin aus Angst vor Florini zu einer geheimen Trainingshalle bringt.
Der Kampf mit Costa um die Schwergewichtsweltmeisterschaft beginnt. Ein Boxfunktionär bemerkt, dass keiner von Florinis Männer anwesend ist und alarmiert den Sicherheitsdienst. Auf einer Überwachungskamera wird ein Mann gefunden, der mit einem Gewehr auf Joe zielt. Noch rechtzeitig kann der Scharfschütze erschossen werden. Joe gewinnt den Kampf gegen Costa und wird neuer Weltmeister. Er kommt wieder mit Ann zusammen.

## Kritiken
Das Lexikon des internationalen Films beschreibt das Werk als „verwackelter Film nach einem in Amerika seinerzeit populären Comicstrip.“
Bosley Crowther von der New York Times warnt den Zuschauer, dass der Film der uralten Formel für Helden von Boxszenarien folge, und das nicht sehr gut.

## Hintergrund
Die Uraufführung fand am 28. Mai 1946 statt. In Deutschland wurde der Film erstmals am 14. Dezember 1953 in einer um zwei Minuten gekürzten Fassung in den Kinos gezeigt.
Mehrere Boxchampions hatten im Film Gastauftritte, so z. B. Joe Louis, Henry Armstrong und Jimmy McLarnin. In kleinen Nebenrollen waren J. Farrell MacDonald, Betty Blythe, Jeff Corey und der Komponist der Filmmusik Alexander László zu sehen.
Bis 1951 entstanden weitere zehn Filme über die Comicfigur Joe Palooka, alle mit Joe Kirkwood jr. in der Titelrolle. Bei fünf von ihnen führte Reginald Le Borg Regie. 1934 entstand auf Grundlage des Comics die Komödie Palooka mit Stuart Erwin in der Titelrolle. Der Film wurde bislang noch nicht in Deutschland veröffentlicht.